# Рэндалл, Кевин
Кевин Стюарт Рэндалл (англ. Kevin Stuart Randall; род. 6 мая 1966, Нью-Лондон, США) — американский прелат и ватиканский дипломат. Титулярный архиепископ Гленндалоха с 13 августа 2023. Апостольский нунций в Бангладеш с 13 августа 2023.

## Биография
Кевин Рэндалл изучал философию и богословие. 25 июля 1992 года был рукоположен в священники и инкардинирован в епархию Норуича.
В 1997 году начал подготовку к дипломатической службе в Папской Церковной академии. После дальнейшего обучения он получил степень в области канонического права и поступил на дипломатическую службу Святого Престола 1 июля 2001 года.
В 2001 году он начал работать в Апостольской нунциатуре в Руанде. Затем был секретарём нунциатуры в Сербии (2004-2006) и Словении (2006-2010). Затем он был советником нунциатур в Перу (2010–2013), Южной Африке (2013–2016), Мексике (2016–2020) и Австрии (2020–2023).
13 августа 2023 года Папа Франциск назначил его титулярным архиепископом pro hac vice Гленндалоха и апостольским нунцием в Бангладеш.
Помимо родного английского, Рэндалл говорит на французском, итальянском, испанском и немецком языках.